# Общество соединённых славян
Общество соединённых славян (ранее известное как Славянский союз) — тайная антигосударственная панславистская организация декабристов.

## История

### Основание
Общество было образовано на основе Общества первого согласия в начале 1823 года в Новоград-Волынске, во 2-й армии. Основателями были офицеры, братья А. И. Борисов и П. И. Борисов, и политический ссыльный польский шляхтич Ю. К. Люблинский. В общество входили небогатые офицеры и чиновники.

### Программа общества
Основными документами общества являлись «Правила общества соединённых славян» и «Клятвенное обещание». В них содержалась идея добровольного объединения славянских народов и соседних с ними в федеративной республике, куда должны были войти Россия, Польша, Богемия, Моравия, Сербия, Молдавия, Валахия, Далмация, Хорватия, Венгрия и Трансильвания. В проекте республики верховная власть принадлежала бы собранию представителей всех республик (совету). У каждого народа должна была присутствовать конституция на демократических принципах с учётом национальных особенностей. Одним из пунктов программы общества также была борьба с крепостничеством и деспотизмом. Планировалось также установить республиканский строй в государстве и восстановить независимость Российской Польши с последующим включением в Федерацию.

### Состав
К осени 1825 общество насчитывало около 50 человек, среди которых были русские, украинцы, поляки. Наиболее деятельными из них являлись, кроме братьев Борисовых, И. И. Горбачевский, В. А. Бечаснов, Я. М. Андреевич (подстрекатель, агитатор), М. М. Спиридов, В. Н. Соловьёв, А. Д. Кузьмин, М. А. Щепилло и другие.

### Распад
Конкретные задачи в программе не указывались, что возмущало значительную часть членов. В сентябре 1825 года Общество соединённых славян слилось с Южным обществом по предложению С. И. Муравьёва-Апостола и М. П. Бестужева-Рюмина. Позднее члены общества участвовали в подготовке к восстанию в Черниговском полку.